# Krivače (Republika Serbska)
Krivače (cyr. Криваче) – wieś w Bośni i Hercegowinie, w Republice Serbskiej, w gminie Han Pijesak. W 2013 roku liczyła 19 mieszkańców.